# Лазурный (Краснодарский край)
Лазурный — посёлок в Прикубанском внутригородском округе города Краснодара. Входит в состав Калининского сельского округа.

## География
Населённый пункт расположен в северо-восточной части Краснодара. Посёлок делится на две части: центральную усадьбу учхоза и небольшое поселение, расположенные между собой на расстоянии 2,5 км по разным сторонам Восточного обхода Краснодара.

## История
Посёлок возник на базе животноводческого учебного хозяйства «Краснодарское», при Кубанском аграрном университете в северо-восточной части Краснодара. Своё современное название посёлок получил 11 марта 1977 года. Тогда Исполком горсовета присвоил наименования населённым пунктам, расположенным на территории Ленинского, Первомайского и Советского районов города Краснодара (ранее они числились «безымянно», как посёлки различных хозяйств): Колосистый (посёлок опытно-производственного хозяйства КНИИСХ имени П. П. Лукьяненко), Березовый, Лазурный, Индустриальный, Российский, Победитель, Дружелюбный, Плодородный, Зональный, Знаменский и Зеленопольский. А 28 октября того же года  получили названия ещё два посёлка — Экспериментальный и Прогресс.

## Население
| 2002 | 2010  | 2021  |
| ---- | ----- | ----- |
| 2452 | ↗2754 | ↗6006 |

## Инфраструктура
В посёлке функционируют школа № 38, детский сад № 17, поликлиника и Дом культуры. Также имеется православный храм .

## Достопримечательности
В посёлке расположен памятник воинам, павшим в Великой Отечественной войне.

## Улицы
- Азовская улица
- Вишнёвая улица
- Восточная улица
- Дружбы улица
- Зелёная улица
- Ипподромная улица
- Красная улица
- Красноармейская улица
- Краснодарская улица
- Комссомольская улица
- Майская улица
- Мира улица
- Молодёжная улица
- Московская улица
- Невская улица
- Новая улица
- Октябрьская улица
- Первомайская улица
- Полевая улица
- Садовая улица
- Севастопольская улица
- Северная улица
- Советская улица
- Спортивная улица
- Студенческая улица
- Транспортная улица
- Уренгойская улица
- Черноморская улица
- Центральная улица
- Южная улица
- Южный переулок
- Юбилейная улица
- Ямбургская улица